# Yelena Isinbayeva
Yelena Gadzhievna Isinbayeva (Russian: Елена Гаджиевна Исинбаева; IPA: [jɪˈlʲɛnə gɐˈdʐɨjɪvnə ɪsʲɪnˈbajɪvə]; sinh ngày 3 tháng 6 năm 1982) là một vận động viên nhảy sào người Nga. Cô là người hai lần giành huy chương vàng Olympic (2004 và 2008), 3 lần vô địch thế giới (2005, 2007 và 2013), 
hiện tại là người giữ kỷ lục thế giới môn thể thao này. Cô được coi là nữ vận động viên nhảy sào giỏi nhất mọi thời đại.

## Thành tích

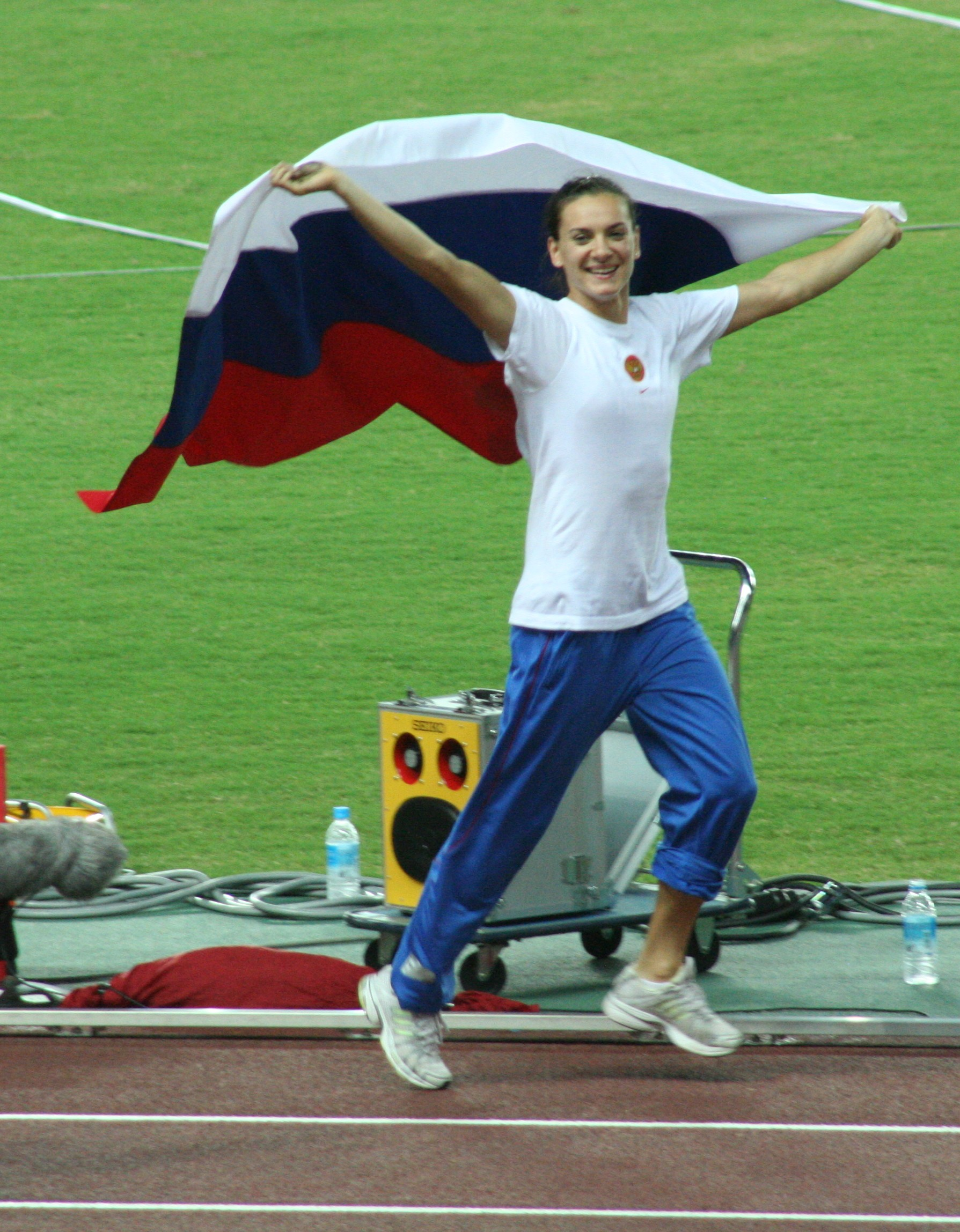
Isinbayeva ăn mừng chiến thắng tại Giải vô địch Điền kinh Thế giới năm 2007.

| Năm  | Giải đấu                      | Địa điểm                            | Thứ hạng | Chú thích      |
| ---- | ----------------------------- | ----------------------------------- | -------- | -------------- |
| 1998 | World Youth Games             | Moscow, Russia                      | 1st      | 4.00 m         |
| 1999 | World Youth Championships     | Bydgoszcz, Poland                   | 1st      | 4.10 m (WYR)   |
| 1999 | European Junior Championships | Riga, Latvia                        | 5th      | 4.05 m         |
| 2000 | World Junior Championships    | Santiago, Chile                     | 1st      | 4.20 m (WJR)   |
| 2001 | European Junior Championships | Grosseto, Italy                     | 1st      | 4.40 m (CR)    |
| 2002 | European Championships        | Munich, Germany                     | 2nd      | 4.55 m         |
| 2003 | World Indoor Championships    | Birmingham, United Kingdom          | 2nd      | 4.60 m         |
| 2003 | World Championships           | Paris, France                       | 3rd      | 4.65 m         |
| 2003 | European U23 Championships    | Bydgoszcz, Poland                   | 1st      | 4.65 m (CR)    |
| 2004 | World Indoor Championships    | Budapest, Hungary                   | 1st      | 4.86 m (WR)    |
| 2004 | Summer Olympics               | Athens, Greece                      | 1st      | 4.91 m (WR)    |
| 2004 | IAAF World Athletics Final    | Monte Carlo, Monaco                 | 1st      |                |
| 2005 | European Indoor Championships | Madrid, Spain                       | 1st      | 4.90 m (i WR)  |
| 2005 | World Championships           | Helsinki, Finland                   | 1st      | 5.01 m (WR)    |
| 2005 | IAAF World Athletics Final    | Monte Carlo, Monaco                 | 1st      |                |
| 2006 | World Indoor Championships    | Moscow, Russia                      | 1st      | 4.80m          |
| 2006 | European Championships        | Göteborg, Sweden                    | 1st      | 4.80 m (CR)    |
| 2006 | IAAF World Athletics Final    | Stuttgart, Germany                  | 1st      | 4.75 m         |
| 2006 | World Cup                     | Athens, Greece                      | 1st      | 4.60 m (CR)    |
| 2007 | World Championships           | Osaka, Japan                        | 1st      | 4.80 m         |
| 2007 | IAAF Golden League            | 6/6 Wins                            | 1st      | Jackpot Winner |
| 2007 | IAAF World Athletics Final    | Stuttgart, Germany                  | 1st      | 4.87 m (CR)    |
| 2008 | World Indoor Championships    | Valencia, Spain                     | 1st      | 4.75 m         |
| 2008 | Summer Olympics               | Beijing, People's Republic of China | 1st      | 5.05 m (WR)    |
| 2009 | World Championships           | Berlin, Germany                     | final    | NM             |
| 2009 | IAAF Golden League            | 6/6 Wins                            | 1st      | Jackpot winner |
| 2009 | World Athletics Final         | Thessaloniki, Greece                | 1st      | 4.80 m         |
| 2010 | World Indoor Championships    | Doha, Qatar                         | 4th      | 4.60 m         |
| 2011 | World Championships           | Daegu, South Korea                  | 6th      | 4.65 m         |
| 2012 | World Indoor Championships    | Istanbul, Turkey                    | 1st      | 4.80 m         |
| 2012 | Summer Olympics               | London, the United Kingdom          | 3rd      | 4.70 m         |
| 2013 | World Championships           | Moskva, Russia                      | 1st      | 4.89 m         |

## Kết quả thi đấu
2004

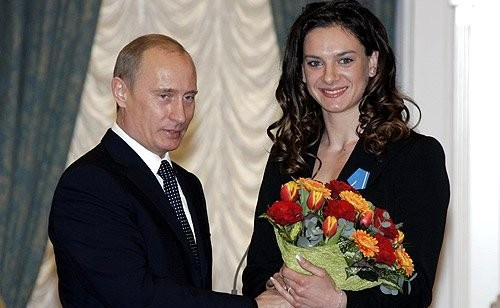
Isinbayeva với hoa tặng người chiến thắng.

- 1st – 4.83 m – Pole Vault Stars, Donetsk, Ukraine
- 1st – 4.86 m – World Indoor Championships, Budapest, Hungary
- 1st – 4.87 m – IAAF Gateshead, Great Britain
- 1st – 4.89 m – Birmingham International Meeting, Great Britain
- 1st – 4.90 m – British Grand Prix London, Great Britain
- 1st – 4.91 m – Summer Olympics, Athens, Greece
- 1st – 4.92 m – Golden League Brussels, Belgium
- 1st – 4.83 m – 2nd World Athletics Final, Monte Carlo, Monaco

2005
- 1st – 4.87 m – Pole Vault Stars, Donetsk, Ukraine
- 1st – 4.90 m – European Indoor Championships, Madrid, Spain
- 1st – 4.93 m – IAAF Lausanne, Switzerland
- 1st – 4.95 m – Meeting de Madrid, Spain
- 1st – 5.00 m – IAAF London, Great Britain
- 1st – 4.79 m – IAAF Stockholm, Sweden
- 1st – 5.01 m – World Championships, Helsinki, Finland
- 1st – 4.93 m – Golden League Brussels, Belgium
- 1st – 4.74 m – 3rd World Athletics Final, Monte Carlo, Monaco

2006
- 1st – 4.91 m – Pole Vault Stars, Donetsk, Ukraine
- 1st – 4.79 m – Norwich Union Grand Prix, Birmingham, Great Britain
- 1st – 4.72 m – Meeting Gaz de France du Pas-de-Calais, Lievin, France
- 1st – 4.80 m – World Indoor Championships, Moscow, Russia
- 1st – 4.76 m – IAAF Paris Saint-Denis, France
- 1st – 4.90 m – IAAF Lausanne, Switzerland
- 1st – 4.91 m – IAAF London, Great Britain
- 1st – 4.80 m – European Championships, Gothenburg, Sweden
- 1st – 4.81 m – Golden League Brussels, Belgium
- 1st – 4.75 m – 4th World Athletics Final, Stuttgart, Germany

2007
- 1st – 4.93 m – Pole Vault Stars, Donetsk, Ukraine
- 1st – 4.91 m – Meeting Gaz De France, Paris, France
- 1st – 4.90 m – Golden League Rome, Italy
- 1st – 4.82 m – Norwich Union Super Grand Prix, London, Great Britain
- 1st – 4.80 m – World Championships, Osaka, Japan
- 1st – Golden League Brussels, Belgium
- 1st – 4.87 m – 5th World Athletics Final, Stuttgart, Germany

2008
- 1st – 4.95 m – Pole Vault Stars, Donetsk, Ukraine
- 1st – 4.75 m – World Indoor Championships, Valencia, Spain
- 1st – 5.03 m – Golden Gala, Rome, Italy
- 1st – 5.04 m – Super Grand Prix, Monte Carlo, Monaco
- 1st – 5.05 m – Summer Olympics, Beijing, China
- 1st – 4.88 m – IAAF Zurich, Switzerland

2009
- 1st – 5.00 m – Pole Vault Stars, Donetsk, Ukraine
- 1st – 4.82 m – Aviva Grand Prix, Birmingham, Great Britain
- 1st – 4.83 m – ISATF Berlin, Germany
- 1st – 4.65 m – Meeting Gaz de France, Paris, France
- 2nd – 4.68 m – Aviva London Grand Prix, London, Great Britain
- no height recorded – World Championships, Berlin, Germany
- 1st – 5.06 m – IAAF Golden League, Zurich, Switzerland

2010
- 1st – 4.85 m – Russian Winter Meeting, Moscow, Russia
- 1st – 4.85 m – Pole Vault Stars, Donetsk, Ukraine
- 4th – 4.60 m – World Indoor Championships, Doha, Qatar

2011
- 1st – 4.81 m – Russian Winter Meeting, Moscow, Russia
- 1st – 4.85 m – Pole Vault Stars, Donetsk, Ukraine
- 1st – 4.60 m – Night of Athletics, Heusden, Belgium
- 1st – 4.76 m – Diamond League, Stockholm, Sweden
- 6th – 4.65 m – World Championships, Daegu, South Korea

2012
- 1st – 5.01 m – XL-Galan, Stockholm, Sweden
- 1st – 4.80 m – World Indoor Championships, Istanbul, Turkey
- 3rd – 4.70 m – Summer Olympic, London, Great Britain

2013
- 1st – 4.89 m – World Championships, Moscow, Russia

## Kỷ lục thế giới do Isinbayeva tạo lập
Yelena Isinbayeva 
đã thiết lập 17 kỷ lục thế giới và 13 kỷ lục thế giới trong nhà. Một số kỷ lục thế giới trong nhà của cô cũng đã được phê chuẩn như là kỷ lục thế giới.
| Thành tích | Địa điểm              | Ngày                     |
| ---------- | --------------------- | ------------------------ |
| 4.82 m     | Gateshead, England    | ngày 14 tháng 7 năm 2003 |
| 4.83i m    | Donetsk, Ukraine      | ngày 15 tháng 2 năm 2004 |
| 4.86i m    | Budapest, Hungary     | ngày 6 tháng 3 năm 2004  |
| 4.87 m     | Gateshead, England    | ngày 27 tháng 6 năm 2004 |
| 4.89 m     | Birmingham, Anh       | ngày 25 tháng 7 năm 2004 |
| 4.90 m     | London, England       | ngày 30 tháng 7 năm 2004 |
| 4.91 m     | Athens, Greece        | ngày 24 tháng 8 năm 2004 |
| 4.92 m     | Brussels, Belgium     | ngày 3 tháng 9 năm 2004  |
| 4.93 m     | Lausanne, Switzerland | ngày 5 tháng 7 năm 2005  |
| 4.95 m     | Madrid, Spain         | ngày 16 tháng 7 năm 2005 |
| 4.96 m     | London, England       | ngày 22 tháng 7 năm 2005 |
| 5.00 m     | London, England       | ngày 22 tháng 7 năm 2005 |
| 5.01 m     | Helsinki, Finland     | ngày 12 tháng 8 năm 2005 |
| 5.03 m     | Rome, Italy           | ngày 11 tháng 7 năm 2008 |
| 5.04 m     | Monaco                | ngày 29 tháng 7 năm 2008 |
| 5.05 m     | Beijing, China        | ngày 18 tháng 8 năm 2008 |
| 5.06 m     | Zurich, Switzerland   | ngày 28 tháng 8 năm 2009 |

| Thành tích | Địa điểm          | Ngày                     |
| ---------- | ----------------- | ------------------------ |
| 4.81 m     | Donetsk, Ukraine  | ngày 15 tháng 2 năm 2004 |
| 4.83 m     | Donetsk, Ukraine  | ngày 15 tháng 2 năm 2004 |
| 4.86 m     | Budapest, Hungary | ngày 6 tháng 3 năm 2004  |
| 4.87 m     | Donetsk, Ukraine  | ngày 12 tháng 2 năm 2005 |
| 4.88 m     | Birmingham, Anh   | ngày 15 tháng 2 năm 2005 |
| 4.89 m     | Lievin, France    | ngày 18 tháng 2 năm 2005 |
| 4.90 m     | Donetsk, Ukraine  | ngày 26 tháng 2 năm 2005 |
| 4.91 m     | Madrid, Spain     | ngày 6 tháng 3 năm 2005  |
| 4.93 m     | Donetsk, Ukraine  | ngày 12 tháng 2 năm 2006 |
| 4.95 m     | Donetsk, Ukraine  | ngày 10 tháng 2 năm 2007 |
| 4.97 m     | Donetsk, Ukraine  | ngày 16 tháng 2 năm 2008 |
| 5.00 m     | Donetsk, Ukraine  | ngày 15 tháng 2 năm 2009 |
| 5.01 m     | Stockholm, Sweden | ngày 23 tháng 2 năm 2012 |

## Danh sách kỷ lục
(Kỷ lục bằng chữ đậm là kỷ lục hiện tại.)
| Record Category               | Performance | Venue               | Date                |
| ----------------------------- | ----------- | ------------------- | ------------------- |
| World Youth Record            | 4.10 m      | Bydgoszcz, Poland   | 18 tháng 7 năm 1999 |
| World Junior Championship     | 4.20 m      | Santiago, Chile     | 8 tháng 10 năm 2000 |
| European Junior Championship  | 4.40 m      | Grosseto, Italy     | 21 tháng 7 năm 2001 |
| World Junior Record           | 4.46 m      | Berlin, Germany     | 2 tháng 8 năm 2001  |
| World Junior Record           | 4.47 m      | Budapest, Hungary   | 10 tháng 2 năm 2001 |
| European U-23 Championship    | 4.65 m      | Bydgoszcz, Poland   | 19 tháng 7 năm 2003 |
| Olympic Record                | 4.91 m      | Athens, Greece      | 24 tháng 8 năm 2004 |
| Olympic Record                | 5.05 m      | Beijing, China      | 18 tháng 8 năm 2008 |
| World Indoor Championships    | 4.86 m      | Budapest, Hungary   | 6 tháng 3 năm 2004  |
| World Championships           | 5.01 m      | Helsinki, Finland   | 12 tháng 8 năm 2005 |
| European Indoor Championships | 4.90 m      | Madrid, Spain       | 6 tháng 3 năm 2005  |
| European Championships        | 4.80 m      | Göteborg, Sweden    | 12 tháng 8 năm 2006 |
| World Record (Indoor)         | 5.01 m      | Stockholm, Sweden   | 23 tháng 2 năm 2012 |
| World Record (Outdoor)        | 5.06 m      | Zurich, Switzerland | 28 tháng 8 năm 2009 |
| IAAF Golden League            | 5.06 m      | Zurich, Switzerland | 28 tháng 8 năm 2009 |